# Boson II de la Porte Saint-Ours
Pour les articles homonymes, voir Boson (homonymie).
Boson II de la Porte Saint-Ours est  ecclésiastique valdôtain qui fut  évêque d'Aoste en 1143 .

## Biographie

### Origine
Boson II de la Porte Saint-Ours est un membre de la famille noble d'Aoste dite de la Porte Saint-Ours. Il serait le fils d'Héliassin ou Eliacian (I) cité en 1145, le frère de Simon seigneur de la Porte Saint-Ours et le neveu et homonyme de Boson Ier.

### Épiscopat
Dans une brève datée de 1152 la Pape Eugène III mentionne Boson (II) de la Porte Saint-Ours comme le successeur de l'évêque Armann d'Aoste qui officiait en 1141/1142. Il est dans ce contexte le prédécesseur d'Hugues d'Aoste mentionné comme évêque en 1147. C'est le  seul témoignage de son épiscopat.